# Малка чинчила
Малките чинчили (Chinchilla lanigera) са вид дребни бозайници от семейство Чинчилови (Chinchillidae). Разпространени са в няколко обособени области в северната част на Чили. Отглеждат се като домашни любимци и за добив на кожи.